# Công nhận các cặp cùng giới ở Ấn Độ
Ấn Độ không công nhận hôn nhân cùng giới hoặc kết hợp dân sự. Ngoài ra, nó không có luật hôn nhân thống nhất. Mọi công dân Ấn Độ đều có quyền lựa chọn bộ luật dân sự nào sẽ áp dụng cho họ dựa trên cộng đồng hoặc tôn giáo của họ. Mặc dù hôn nhân được luật hóa ở cấp liên bang, sự tồn tại của nhiều luật hôn nhân làm phức tạp vấn đề. Các hành vi sau đây bao gồm luật hôn nhân của Ấn Độ:
- Đạo luật Hôn nhân Kitô giáo Ấn Độ, 1872 (tiếng Hindi: भारतीय ईसाई विवाह अधिनियम, 1872)
- Đạo luật Hôn nhân Đặc biệt, 1954 (tiếng Hindi: विशेष विवाह अधिनियम, 1954)[a]
- Đạo luật Hôn nhân Ấn Độ giáo, 1955 (tiếng Hindi: हिन्दू विवाह अधिनियम, 1955)[b]
- Đạo luật Hôn nhân và Ly hôn Parsi, 1936 (tiếng Hindi: पारसी विवाह और तलाक अधिनियम, 1936)
- Đạo luật Hôn nhân Anand, 1909 (tiếng Hindi: आनंद विवाह अधिनियम, 1909)
- Đạo luật Áp dụng Luật Cá nhân Hồi giáo (Shariat), 1937 (tiếng Hindi: मुस्लिम पर्सनल लॉ (शरीयत) आवेदन अधिनियम, 1937)

Không ai trong số các hành vi hôn nhân được mã hóa này xác định rõ ràng hôn nhân là giữa nam và nữ.  Không có những hành vi này rõ ràng cấm các cặp cùng giới. Tuy nhiên, luật pháp có "nền tảng dị hóa" và đã được giải thích không công nhận các cặp cùng giới.
Bang Goa là bang duy nhất của Ấn Độ có luật hôn nhân thống nhất. Mọi công dân đều bị ràng buộc theo cùng một luật, bất kể tôn giáo của họ. Tuy nhiên, Bộ luật Dân sự Thống nhất của Goa xác định rõ ràng hôn nhân là giữa các thành viên khác giới.
Kể từ năm 2017, một dự thảo Bộ luật Dân sự Thống nhất sẽ hợp pháp hóa hôn nhân cùng giới trên toàn quốc đã được đề xuất.